# مايكل ترزي
مايكل طرازي هو محام فلسطيني أمريكي ومستشار سابق لفريق المفاوضات في منظمة التحرير الفلسطينية. في عام 2008 انضم طرازي إلى فريق الحكومة والسياسات في المجموعة الاستشارية لمساعدة الفقراء (CGAP)، وهي منظمة تعمل على تعزيز التمويل الصغير.

## حياته
وُلِد طرازي في الكويت، لأبوين مسيحيين من أصل فلسطيني. نشأ في بولدر، وتلقى تعليمه في أكاديمية فيليبس في أندوفر ماساتشوستس. حصل على درجة البكالوريوس من جامعة هارفارد ودرجة القانون من كلية الحقوق بجامعة هارفارد.

## حياته المهنية
أمضى معظم حياته المهنية محامياً للشركات في مدينة نيويورك، وهلسنكي، وباريس، وإسطنبول، وبودابست قبل انضمامه إلى منظمة التحرير الفلسطينية. انتقل إلى فلسطين وبالتحديد رام الله في عام 2000 للعمل متحدثاً باسم اللجنة التفاوضية لمنظمة التحرير الفلسطينية ومستشاراً قانونياً لها. باعتباره متحدثًا بطلاقة للغة الإنجليزية، فقد تم الاستشهاد به على نطاق واسع في وسائل الإعلام، بما في ذلك سي إن إن وإن بي سي وأيه بي سي وبي بي سي. كما قام بجولة في الولايات المتحدة وتحدث عن الصراع الإسرائيلي الفلسطيني.
في 7 يونيو 2002، تم وصف طرازي في مقالة مميزة على الصفحة الأولى من صحيفة وول ستريت جورنال بأنه "المدافع الفلسطيني الأكثر بلاغة وتطوراً منذ سنوات."
في عام 2005، وصفت مجلة الإيكونوميست وصول طرازي وديانا بطو إلى فريق التفاوض التابع لمنظمة التحرير الفلسطينية بأنه أقرب ما يكون إلى "التغيير الجذري" الذي تلقاه العرض الذي قدمه الجانب الفلسطيني، ولكنها أكدت أنهما "لم يحققا الرسالة المرجوة منهما".  قد قدم طرازي عروضه الكوميدية في مهرجان نيويورك للكوميديا العربية الأمريكية، حيث وصفته سيرته الذاتية بأنه "أمريكي عربي أعزب".